# Karambar-Pass
Der Karambar-Pass (auch Karomber oder Kromber-Pass) mit einer Höhe von etwa 4310 m ist ein Hochgebirgspass in Pakistan.
Dieser Pass verbindet das Flusstal des Yarkhun im Distrikt Chitral mit dem Flusstal des Karambar im Bezirk von Ishkoman des Distrikts Ghizer. Der Pass befindet sich etwa 2 Kilometer vom etwa 4 Kilometer langen Karambarsee im Westen entfernt, der von einer Eisbarriere aufgestaut wird und den Karambar speist. Die aufgestauten Wasser des Sees haben das Karambartal in der Vergangenheit geformt und mehrmals überflutet und zu Zerstörungen geführt. Er bedroht bis zum heutigen Tage die talabwärts befindlichen Dörfer.
Der Fluss Karambar heißt im Unterlauf auch Ishkoman und mündet bei Gahkuch in den Gilgit, der oberhalb der Einmündung Ghizer heißt.
Im Süden des Passes liegt der Dusuk, ein 5748 m hoher Berg. Er bildet das Dreiländereck Pakistan, Kaschmir und Afghanistan. Etwa 25 Kilometer vom Karambar-Pass entfernt befindet sich der Broghol-Pass.